# Contarinia trizni
Contarinia trizni är en tvåvingeart som beskrevs av Fedotova 1996. Contarinia trizni ingår i släktet Contarinia och familjen gallmyggor.
Artens utbredningsområde är Kazakstan. Inga underarter finns listade i Catalogue of Life.